# Austrotinodes fortunata
Austrotinodes fortunata là một loài Trichoptera trong họ Ecnomidae. Chúng phân bố ở vùng Tân nhiệt đới.